# Bartolomeo Cavaceppi

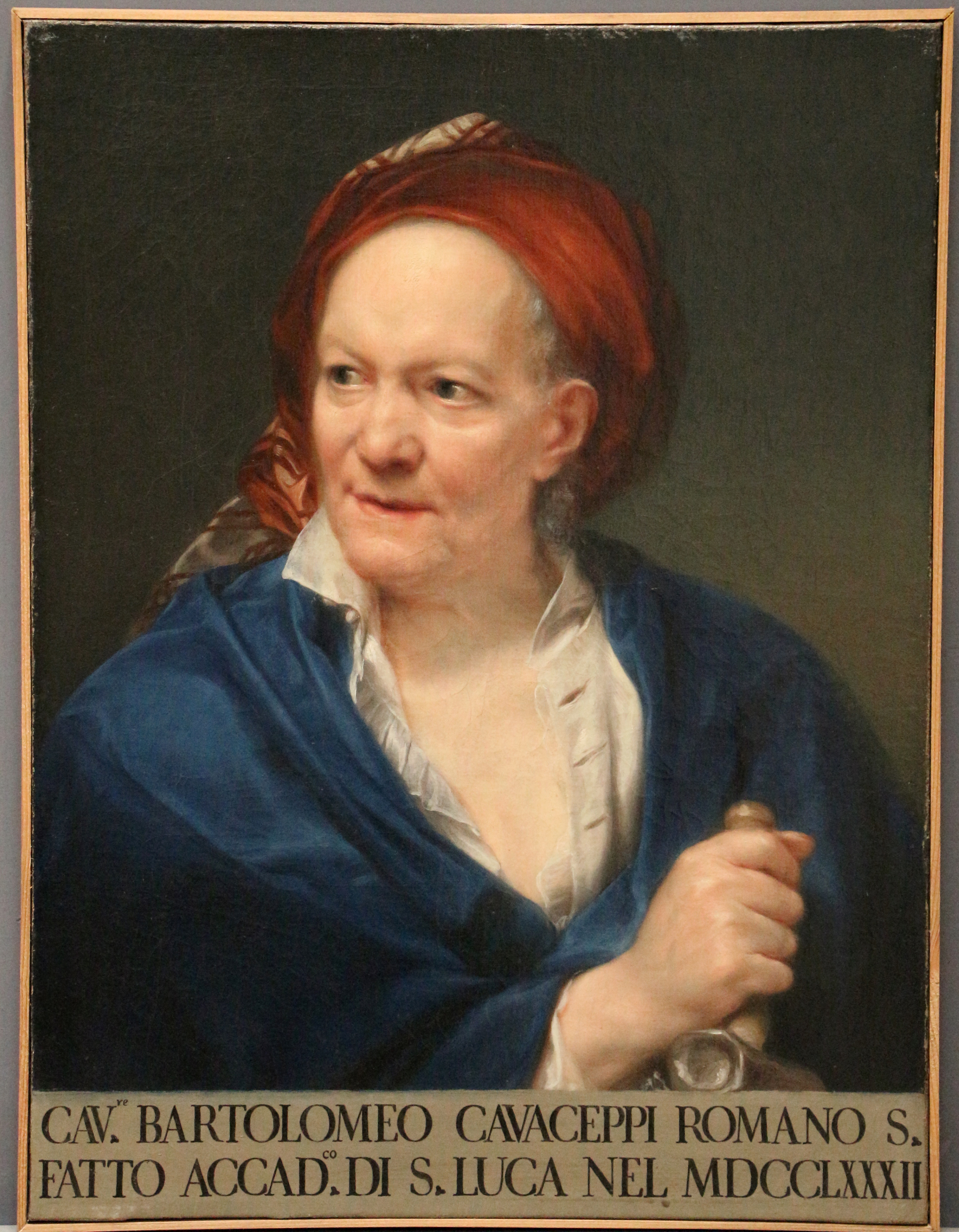
Bildnis Bartolomeo Cavaceppi von Anton von Maron, um 1794.

Bartolomeo Cavaceppi (* zwischen 1715 und 1717 in Rom; † 9. Dezember 1799 ebenda) war ein italienischer Bildhauer und Restaurator. Er gilt als der bedeutendste Restaurator antiker Skulpturen seiner Zeit. Viele von ihm restaurierte Werke werden bis heute in internationalen Sammlungen gezeigt.

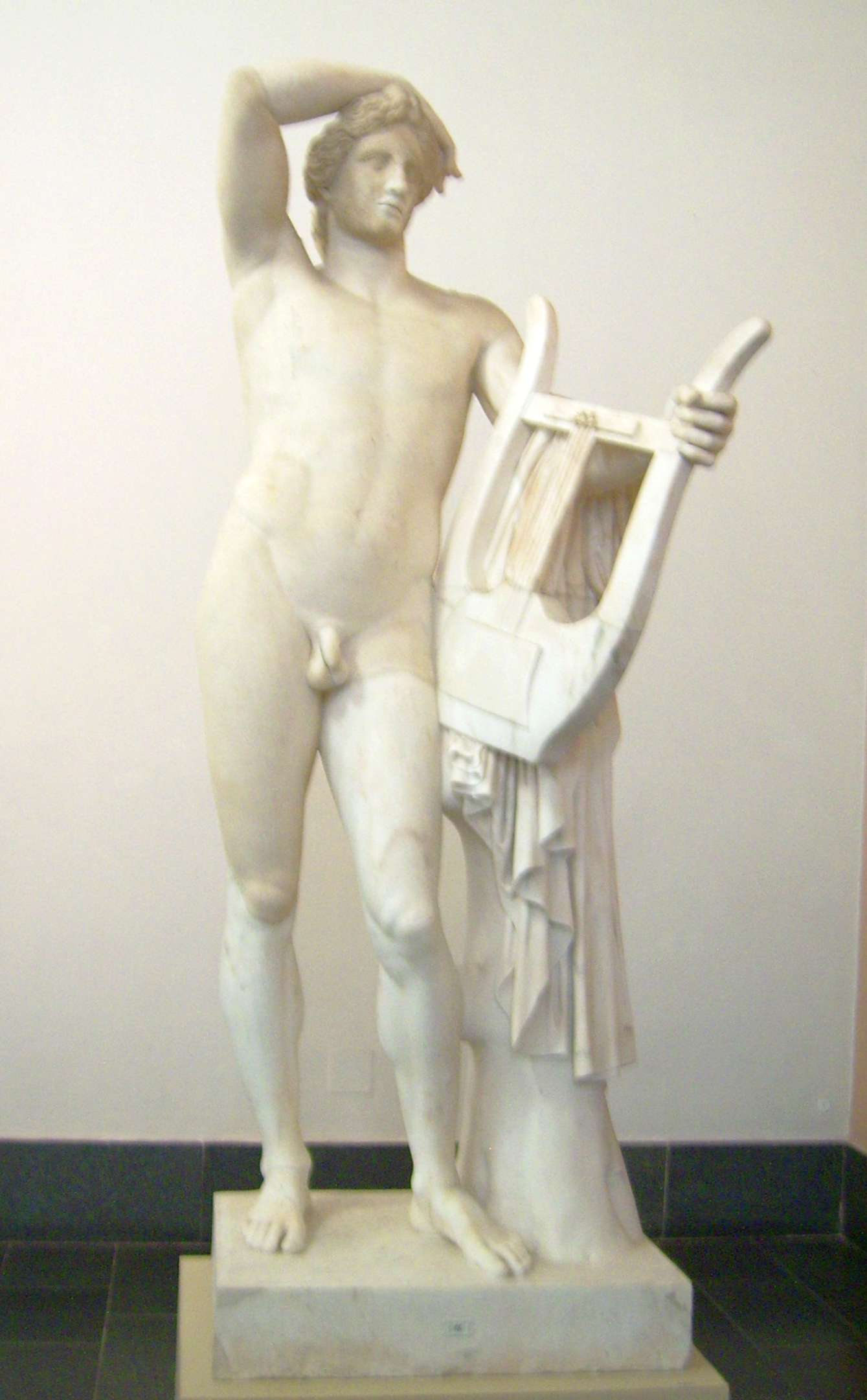
Apollo Kitharoidos, 1766 von Friedrich II. bei Cavaceppi erworbene, ergänzte römische Statue aus dem 2. Jahrhundert, heute in der Antikensammlung Berlin.

## Leben

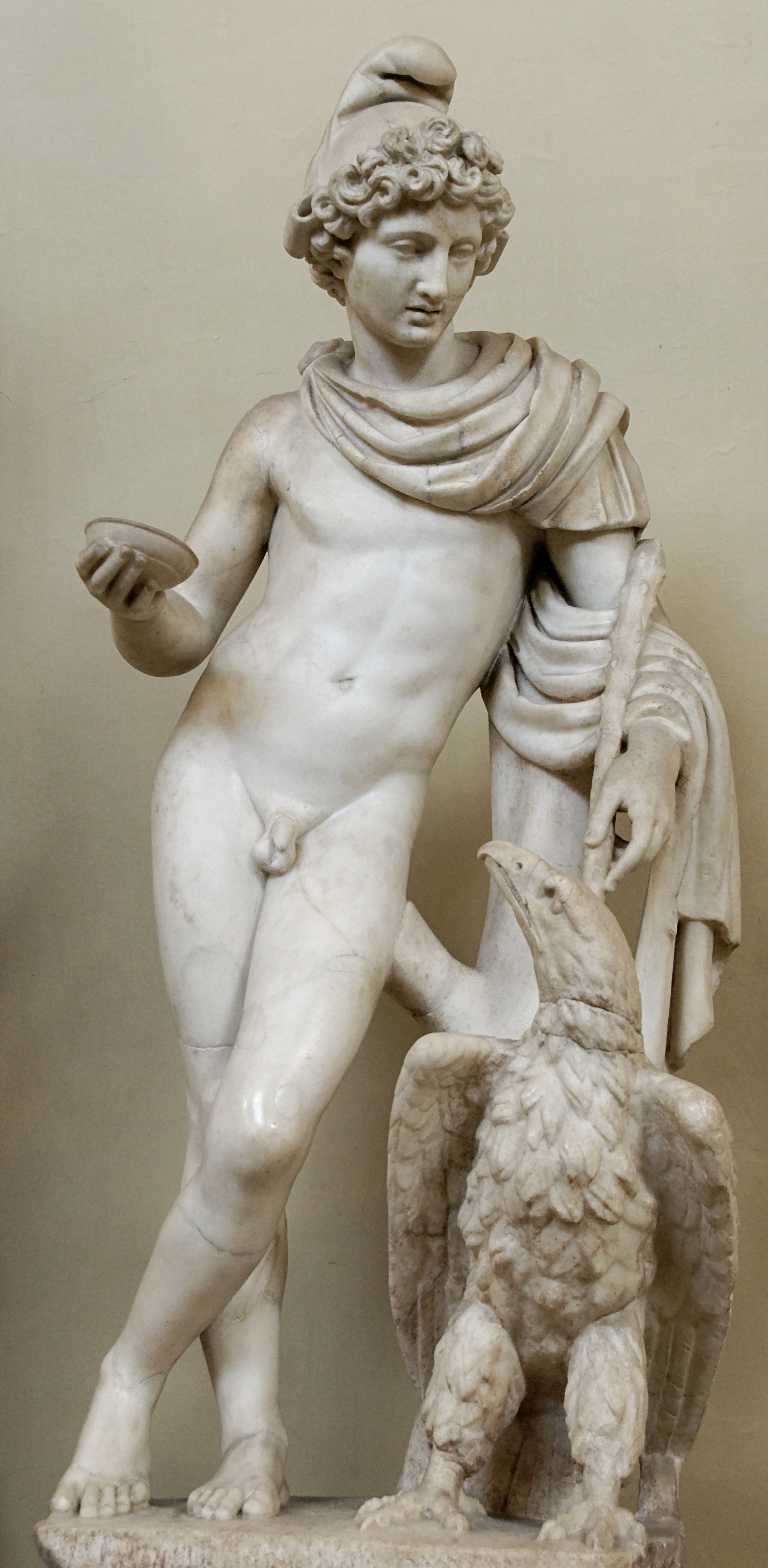
Ganymed, von Cavaceppi ergänzte römische Statue aus dem 2. Jahrhundert, heute im Museo Chiaramonti.

Bartolomeo Cavaceppi war Sohn von Gaetano Cavaceppi und Petronilla Rotti. Er wurde in mehreren Werkstätten Roms zum Bildhauer ausgebildet. 1732 gewann er beim jährlichen Wettbewerb der Accademia di San Luca in der Bildhauerklasse. Für den Wettbewerb kopierte er ein Werk von Gian Lorenzo Bernini. Er arbeitete in der Werkstatt Pierre-Étienne Monnots, den er als seinen maestro bezeichnete. Die Grundlagen des Restaurierens erlernte er in der Werkstatt von Carlon Antonio Napolionis, der unter anderem für die Kapitolinischen Museen antike Statuen restaurierte. 1738 errang er beim Wettbewerb der Accademia di San Luca mit einer eigenen Schöpfung den zweiten Platz. Nachdem Napolioni gestorben war, arbeitete Cavaceppi zunächst in der Werkstatt von Napolionis Erben Clemens Bianchi. Mit diesem restaurierte unter anderem Statuen für Kardinal Alessandro Albani, der sein wichtigster Mäzen wurde, und Benedikt XIV. Cavaceppi galt als Chefrestaurator des Kirchenstaates. 1755 machte er sich mit einer eigenen Werkstatt in der Via Margutta selbstständig und heiratete. Beim Wettbewerb um die Besetzung der letzten freien Nische im Petersdom mit einer Skulptur des Heiligen Norbert unterlag er trotz Protektion durch Kardinal Albani Pietro Bracci.
Eine Studienreise führte ihn 1768 gemeinsam mit Johann Joachim Winckelmann nach Deutschland. Während Cavaceppi weiterreiste, kehrte Winckelmann in Wien wieder nach Italien um und wurde auf der Rückreise am 8. Juni 1768 in Triest ermordet. Cavaceppi reiste an die Höfe in München, Wien, Prag, Dresden, Anhalt-Dessau, Potsdam, Kassel und Braunschweig. Mit sich führte er einen Katalog von ihm restaurierter Statuen, der als Verkaufskatalog diente. Er verkaufte nicht nur Werke, sondern bekam auch Aufträge, Skulpturen zu schaffen. Er schuf Büsten von Friedrich II., Karl I. von Braunschweig und Luise von Brandenburg-Schwedt sowie verschiedene Werke mythologischer und literarischer Thematik. Im zweiten Band seines Kataloges beschreibt er seine Reise nach Deutschland.

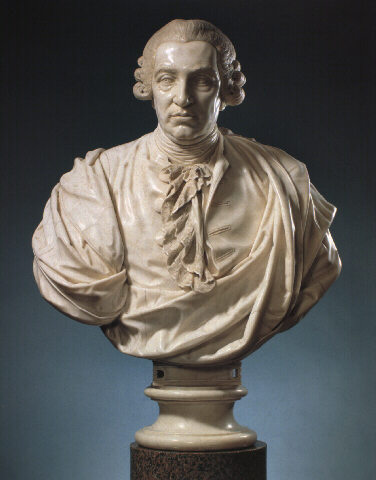
Cavaceppi zugeschriebene Büste Agostino Paradisis, um 1780, heute in einer Privatsammlung.

Cavaceppi gilt als der erfolgreichste und fachlich maßgebliche Restaurator in der zweiten Hälfte des 18. Jahrhunderts. Seine Bedeutung beruht weniger auf seinen eigenen Werken als auf seinen Restaurierungen. Er fügte häufig Teile verschiedener, nicht zusammengehöriger Statuen zusammen und erzielte damit ein befriedigendes Gesamtbild. Mit seinen Ergänzungen, bei denen ihn Johann Joachim Winckelmann beriet, prägte er für lange Zeit die Wirkung antiker Statuen auf die Betrachter maßgeblich mit. Durch die Verbindungen zu Winckelmann waren Cavaceppis Restaurierungen auf dem Wissensstand der Zeit. Im Laufe seiner Karriere durchliefen seine Werkstatt mehrere Tausend Statuen, Porträtbüsten und Köpfe. Mit einem großen Bestand an Ersatzteilen, aber auch modernen Ergänzungen bestimmte er bei vielen Torsi die Bestimmung durch die beigegebenen Attribute.
Daneben ging er bei seinen Ergänzungen aber auch auf die Wünsche seiner Käufer ein. Für diese schuf er zwischen 1768 und 1772 einen dreibändigen Verkaufskatalog mit 196 Werken, in dem die Käufer der Werke verzeichnet waren. In den Einleitungen zum ersten und zum dritten Band beschrieb er Grundsätze und Techniken seiner Restaurierungsarbeit. Einen sehr großen Teil seiner Verkäufe tätigte er nach England. Die Sammlungen der englischen Aristokratie bestanden lange Zeit in erster Linie aus Werken Cavaceppis, zu einem großen Teil bestehen sie bis heute daraus. Eine 1770 geschaffene verkleinerte Kopie der Trajanssäule sowie Statuen u. a. aus der Villa Adriana verkaufte er an Henry Blundell (1724–1810) für dessen Sammlung in Ince Blundell Hall bei Sefton, die sich heute im World Museum Liverpool befinden. In Rom gehörten die Briten Gavin Hamilton und Thomas Jenkins zu seinen wichtigsten Kunden.
Aber auch nach Deutschland verkaufte er Stücke, etwa an Friedrich II., an dessen Schwester Wilhelmine von Bayreuth sowie an den Fürsten Leopold III. von Anhalt-Dessau, der zahlreiche technisch hervorragende Abgüsse für Schloss Wörlitz und den Wörlitzer Park erwarb. Auch Johann Ludwig von Wallmoden-Gimborn und der schwedische König Gustav III. gehörten zu seinen Kunden.
Um 1775 erbaute er ein Haus an der Ecke der Via del Babuino und des Vicolo di Gesu e Maria, das Museo Cavaceppi, in dem er seine umfangreiche Sammlung und Verkaufsausstellung präsentierte. Das Haus, in dem er viele Mitarbeiter beschäftigte, war ein Anlaufpunkt europäischer Reisender auf ihrer Grand Tour; auch Johann Wolfgang Goethe beschreibt seinen Besuch vom März 1788 in seiner Italienischen Reise. Cavaceppi war Mitglied der Society of Antiquaries of London und seit 1782 der Accademia di San Luca. Nachdem er das Museo Clementino im Vatikan durch die Vermittlung des Verkaufs eines erheblichen Teils der Sammlung des Kardinals Albani bereichert und die dortige Ausstellung eingerichtet hatte, wurde ihm 1770 von Clemens XIV. der Orden vom Goldenen Sporn verliehen, womit er sich Cavaliere nennen konnte (ebenso wie im selben Jahr Wolfgang Amadeus Mozart).
Zu Cavaceppis Schülern gehörten unter anderem wohl Joseph Nollekens, Carlo Albacini, vor allem aber Vincenzo Pacetti. Dieser verwaltete auch Cavaceppis Nachlass. Zum Zeitpunkt seines Todes war die Sammlung von Fragmenten und Abgüssen riesig. Prinz Giovanni Torlonia erwarb den größten Teil davon, über tausend antike Stücke, die seither zur Sammlung Museo Torlonia gehören – ebenso wie die Villa Albani und die Sammlung des Kardinals. Pacetti wurde auch Cavaceppis faktischer Nachfolger als führender Restaurator in Rom; er leitete die Restaurierungen und Ausstellungen in der Villa Borghese, aus deren berühmter Antikensammlung jedoch 1807 die 344 bedeutendsten Stücke an Napoleon verkauft werden mussten, die sich bis heute im Pariser Louvre befinden.

## Schriften
- Raccolta d’antiche statue, buste bassirilievi ed altre sculture restaurate. 3 Bände, Rom 1768–1772 (Bd. 1, Bd. 2, Bd. 3).